# Ooencyrtus pamirensis
Ooencyrtus pamirensis är en stekelart som beskrevs av Svetlana N. Myartseva 1984. Ooencyrtus pamirensis ingår i släktet Ooencyrtus och familjen sköldlussteklar.
Artens utbredningsområde är Tadzjikistan. Inga underarter finns listade i Catalogue of Life.